# Mistrovství světa v zápasu ve volném stylu 2017
Mistrovství světa v zápasu ve volném stylu za rok 2017 proběhlo v AccorHotels Arena v Paříži, Francie ve dnech 23.-26. srpna 2017.

## Česká stopa
- -55 kg - Lenka Hocková-Martináková – vyřazena v úvodním kole
- -63 kg - Adéla Hanzlíčková – vyřazena v úvodním kole

## Program
- ST – 23.08.2017 – lehká váha (−55 kg), lehká velterová váha (−58 kg), střední váha (−63 kg), těžká váha (−75 kg)
- ČT – 24.08.2017 – bantamová váha (−48 kg), pérová váha (−53 kg), velterová váha (−60 kg), lehká těžká váha (−69 kg)
- PÁ – 25.08.2017 – bantamová váha (−57 kg), pérová váha (−61 kg), střední váha (−86 kg), supertěžká váha (−69 kg)
- SO – 26.08.2017 – lehká váha (−65 kg), lehká velterová váha (−70 kg), velterová váha (−74 kg), těžká váha (−97 kg)

## Výsledky

### Muži
| Kategorie | Zlato              | Stříbro               | Bronz                 | Bronz                  |
| --------- | ------------------ | --------------------- | --------------------- | ---------------------- |
| -57 kg    | Juki Takahaši      | Thomas Gilman         | Erdenebatyn Bechbayar | Andrij Jacenko         |
| -61 kg    | Hadži Alijev       | Gadžimurad Rašidov    | Yowlys Bonne          | Vladimer Chinčegašvili |
| -65 kg    | Zurab Ijakobišvili | Magomedmurad Gadžijev | Alejandro Valdés      | Alan Gogajev           |
| -70 kg    | Frank Chamizo      | James Green           | Akžurek Tanatarov     | Juhi Fudžinami         |
| -74 kg    | Jordan Burroughs   | Chetag Cabolov        | Ali Šabanov           | Soner Demirtaş         |
| -86 kg    | Hasan Jazdání      | Boris Makojev         | Vladislav Valijev     | J'den Cox              |
| -97 kg    | Kyle Snyder        | Abdulrašid Sadulajev  | Giorgi Ketojev        | Aslanbek Alborov       |
| -125 kg   | Geno Petrijašvili  | Taha Akgül            | Nick Gwiazdowski      | Levan Berijanidze      |

### Ženy
| Kategorie | Zlato               | Stříbro               | Bronz                 | Bronz                   |
| --------- | ------------------- | --------------------- | --------------------- | ----------------------- |
| -48 kg    | Juki Sasakiová      | Alina Vucová          | Evin Demirhanová      | Kim Son-hjang           |
| -53 kg    | Vanesa Kolodinská   | Maju Mukaidaová       | Roksana Zasinová      | Maria Prevolarakiová    |
| -55 kg    | Haruna Okunová      | Odunayo Adekuoroyeová | Irina Kuročkinová     | Becka Leathersová       |
| -58 kg    | Helen Maroulisová   | Marva Amriová         | Ajsuluu Tynybekovová  | Michelle Fazzariová     |
| -60 kg    | Risako Kawaiová     | Alli Raganová         | Johanna Mattssonová   | Anastasija Grigorjevová |
| -63 kg    | Pürevdordžín Orchon | Julija Tkačová        | Jackeline Renteríaová | Valerija Lazinská       |
| -69 kg    | Sara Došóová        | Aline Fockenová       | Jüe Chan              | Koumba Larroqueová      |
| -75 kg    | Yasemin Adarová     | Vasilisa Marzaljuková | Justina Di Stasiová   | Hiroe Suzukiová         |